# Грибаускас, Альгимантас
Альгимантас Грибаускас (род. 27 августа 1960, Шяуляйский район) — советский и литовский самбист, бронзовый призёр первенств СССР среди юниоров, победитель всесоюзных игр молодёжи 1988 года, бронзовый призёр Кубка СССР 1986 года, серебряный призёр абсолютных чемпионатов СССР 1985 и 1988 годов, победитель и призёр мемориалов Анатолия Харлампиева, чемпион (1992), серебряный (1991) и бронзовый (1993) призёр чемпионатов Европы, победитель розыгрыша Кубка мира 1993 года, серебряный (1992) и бронзовый (1994) призёр чемпионатов мира, бронзовый призёр соревнований по самбо Всемирных игр 1993 года. Выступал в тяжёлой весовой категории (свыше 100 кг). Тренировался под руководством Дмитрия Челпанова. Младший брат Грибаускаса Гинтарас (1969) также занимался самбо, был серебряным призёром чемпионатов Европы 1992 и 1993 годов.

## Спортивные результаты
- Абсолютный чемпионат СССР по самбо 1985 года — ;
- Абсолютный чемпионат СССР по самбо 1988 года — ;
- Кубок СССР по самбо 1986 года — ;